# Zenith Electronics
Zenith Electronics, LLC — американская научно-исследовательская компания, которая разрабатывает ATSC и технологии управления цифровыми правами. Принадлежит южнокорейской компании LG Electronics. Ранее Zenith была американской маркой бытовой электроники, производителем радио- и телевизионных приемников и другой бытовой электроники, а её штаб-квартира находилась в Гленвью, штат Иллинойс. После серии увольнений объединённый штаб переехал в Линкольншир, штат Иллинойс. В течение многих лет их знаменитый лозунг был «Качество входит, прежде чем имя продолжается» (этот лозунг был заимствован из фортепиано «CROWN», созданного Гео. П. Бентом из Чикаго). LG Electronics приобрела контрольный пакет акций Zenith в 1995 году; Zenith стал дочерней компанией в 1999 году. Zenith был изобретателем абонентского телевидения и современного дистанционного управления, а также первым разработчиком телевидения высокой четкости (HDTV) в Северной Америке.
Продукция под маркой Zenith продавалась во многих странах — Северной Америке, Германии, Таиланде (до 1983 года), Камбодже, Лаосе, Вьетнаме, Индии и Мьянме .

## История
Компания была основана в 1918 году Ральфом Мэтьюсом и Карлом Хасселем в Чикаго (Иллинойс), в Chicago Radio Labs в качестве небольшого производителя любительского радиооборудования. Название «Zenith» вышло из ZN’th, позывного, 9ZN. К ним присоединился в 1921 году Юджин Ф. Макдональд а радиокомпания Zenith была официально зарегистрирована в 1923 году.
Молодая компания вскоре стала известна своими высококачественными радиоприемниками и электронными инновациями. Zenith представила первый портативный радиоприемник в 1924 году, первый серийный радиоприемник переменного тока в 1926 году, и кнопочную настройку в 1927 году. В 1930-х годах она добавила автомобильные радиоприемники со своей моделью 460, что способствовало тому, что ей не требовался отдельный генератор или батарея, по цене 59,95 долларов США. Первый телевизор Zenith появился в 1939 году, а первые коммерческие телевизоры были проданы публике в 1948 году. Компании приписывают изобретение таких вещей, как беспроводной пульт дистанционного управления и FM-мультиплексная стереосистема. В течение многих лет Zenith использовал лозунг «качество идет раньше, чем имя продолжается». Эта фраза использовалась изготовителем фортепиано Гео. П. Бента из Чикаго ещё в 1906 году.
Фактически, Zenith создала одну из самых первых FM-радиостанций в стране в 1940 году (Чикагская WWZR, позже названная WEFM, названная в честь исполнительного директора Zenith Юджина Ф. Макдональда), которая была одной из первых FM-мультиплексных стереостанций, впервые транслировавшихся в стерео с июня 1961 г. Станция была продана в начале 1970-х годов и теперь WUSN .
Zenith также является пионером в разработке высококонтрастных и плоских кинескопов и стереофонической системы многоканального телевизионного звука (MTS), используемой в аналоговых телевизионных передачах в США и Канаде (в отличие от системы цифрового стереозвука NICAM, разработанной BBC для аналогового телевизионного вещания, используемой во многих местах мира). Zenith также была одной из первых компаний, представивших внедрение системы цифрового телевидения высокой четкости, части которой были включены в стандарт ATSC, начиная с модели Grand Alliance 1993 года. Компания была одним из первых американских производителей, которые начали продавать домашний видеомагнитофон, продав в 1977 году встроенный в Sony видеомагнитофон Betamax.
В 50-е издание «Каталога производителей Иллинойса» 1962 года включена компания Zenith Radio Corporation и указано, что в ней работают 11 000 человек, из которых не менее 6460 человек работают на семи заводах в Чикаго. Штаю-квартира находилась на заводе № 1, расположенном по адресу 6001 Уэст-Диккенс-авеню (к северу от железнодорожных путей Чикаго, Милуоки, Сент-Пол и Тихоокеанский регион), где 2500 рабочих делали радио и телевизоры и стереофонические фонографы Hi-Fi. Завод № 2 располагался по адресу: пр. Северный Костнер, 1500. где 2100 сотрудников изготовили электронику для правительства, радио- и телевизионные детали, транзисторы и слуховые аппараты. Завод № 3 был расположен по адресу 5801 West Dickens Ave. (также к северу от путей Чикаго, Милуоки); на нём 300 сотрудников делали электронику и занимались обслуживанием. Завод № 4 был расположен по адресу: 3501 West Potomac Ave. где 60 сотрудников работали на складе. На заводе № 5, расположенном по адресу 6501 West Grand Ave., работали 500—600 рабочих, которые изготавливали оборудование Hi-Fi для государства.
В дочерней компании Zenith, корпорации Rauland, расположенной по адресу 4245 North Knox Avenue, было занято 850 рабочих, которые делали телевизионные кинескопы. Другой дочерней компанией Zenith в Чикаго была Central Electronics Incorporated, расположенная по адресу: 1247 West Belmont Ave. где 100 сотрудников изготовили любительское радиооборудование и проводили обучение. Другой завод Центральной электроники был расположен на государственной трассе 133 и Грандвью в Париже (Иллинойс), где 500 сотрудников делали радиоприемники. Таким образом, общая численность рабочих компании Zenith в Иллинойсе составила не менее 6960 человек.
В декабре 1970 года National Union Electric («NUE») подала в суд на большинство японских производителей телевизоров за нарушение Закона о борьбе с демпингом и сговор, который нарушил американские антимонопольные законы. Во время рассмотрения этого иска корпорация Zenith Radio столкнулась с растущими финансовыми трудностями, поскольку их доля на рынке постепенно переходила к японским компаниям. Обеспокоенная захватом доли рынка японскими компаниям, Zenith подала иск в федеральный суд в Филадельфии в 1974 году против крупных японских производителей теле- и электроники, обвиняя в нарушении антимонопольного законодательства США и Закона о борьбе с демпингом 1916 года. Zenith присоединилась к двум американским компаниям Sears, Roebuck and Co. и Motorola, Inc. в качестве соистцов. Иск NUE был передан в Восточный округ Пенсильвании, и оба иска были объединены для досудебного производства и судебного разбирательства. Иск по иску «Антимонопольное разбирательство по японской электротехнической продукции» потребовал компенсации в размере 900 000 000 долларов США.
К концу 1983 года «Zenith» потратил миллионы долларов на судебные разбирательства. В 1981 году суд первой инстанции вынес упрощенное судебное решение по антимонопольным и антидемпинговым искам и отклонил судебные иски. Истцы подали апелляцию, и суд апелляционной инстанции подтвердил решение по делу Sears, Roebuck and Co., Motorola, Inc. и Sony. Дело было обжаловано, и в марте 1986 года Верховный суд США вынес решение в пользу ответчиков по антимонопольным искам компании Zenith. Надежды компании «Zenith» одержать победу в иске о том, что обвиняемые нарушили Антидемпинговый закон 1916 года, закончились в апреле 1987 года, когда Верховный суд отказался рассматривать апелляцию Окружного апелляционного суда США в Филадельфии, которая оставила в силе решение суда первой инстанции в пользу японцев.
В 1979 году Zenith вышла на компьютерный рынок, купив Health Company у Schlumberger за 64,5 миллиона долларов и сформировав Zenith Data Systems (ZDS). Компания сменила название на Zenith Electronics Corporation в 1984 году, чтобы отразить свои интересы в области компьютеров и кабельного телевидения через два года после того как ушла из радиобизнеса.
К концу 1980-х годов прибыль ZDS поддерживала Zenith, в то время как её телевизионный бизнес годами терял деньги. Чтобы собрать деньги на исследования HDTV и сократить долги, Zenith продала ZDS Groupe Bull в октябре 1989 года за 635 миллионов долларов. К 1990 году положение дел компании было неважным, и компания выглядела привлекательной для враждебного поглощения. Чтобы избежать этого, Zenith продала 5 % своей доли корейской компании LG Electronics в рамках соглашения о разделе технологий. Из-за старения аналоговой линии (последним крупным обновлением этой линии было шасси System³ в 1978 г.), а внедрение HDTV в Соединенных Штатах ожидалось не скоро, Zenith не ожидала хороших перспектив.
В 1995 году LG увеличила свою долю до 55 процентов, что составило контрольный пакет акций. Zenith объявила о банкротстве по главе 11 в 1999 году, и в обмен на её долги LG купила оставшиеся 45 процентов компании. В течение этой эры некоторые из продуктов Zenith были переименованы как OEM под именем Admiral. Некоторые продукты также носили бренд Allegro (который возник в 1970-х годах как бренд для колонок Zenith и другого аудиооборудования). Их прибыльное подразделение Network Systems, которое производило приставки для кабельного и спутникового телевидения, было продано Motorola летом 2000 года и стало частью Motorola BCS (Broadband Communications Sector).
Здание штаб-квартиры Zenith было впоследствии занято компанией Aon, а затем было снесено в 2018 году, чтобы создать пространство для расширения соседней Abt Electronics.
Компания LG выпустила конвертер для цифрового телевидения ZSC ZITITH DTT-900 и Zenith DTT-901 ATSC. LG также продавала некоторые фирменные плазменные, жидкокристаллические телевизоры Zenith и телевизоры прямого просмотра через отдельные розничные магазины.

## Знаменитая продукция

### Коротковолновое радио
Среди ранних известных продуктов Zenith были серия транзисторных радиостанций Royal и серия коротковолновых портативных радиостанций Trans-Oceanic, которые выпускались с 1942 по 1981 год.

### Подписное телевидение
Zenith была первой компанией, которая экспериментировала с подписным телевидением, запустив свою систему Phonevision с экспериментальной чикагской станцией KS2XBS (первоначально вещавшей на 2-м канале до того, как Федеральная комиссия связи вынудила их отказаться от её передачи на WBBM-TV). В их эксперименте использовался блок дескремблера, установленный на телевизоре и подключенный к телефонному кабелю. Когда заранее объявленная трансляция была готова к началу, зрители вызывали оператора компании Zenith, который отправлял сигнал по телефону, который расшифровывался и получалось видео.
В то время как ассоциация кинотеатров США утверждала, что концепция была неудачной, сама Zenith утверждала, что эксперимент удался. Поскольку Phonevision транслировал фильмы, он рассматривался как потенциальный конкурент для традиционных кинотеатров. Несмотря на то, что трем фильмам, изначально доступным для первых 300 тестируемых домохозяйств, было более двух лет, около 18 процентов зрителей Phonevision видели их в кинотеатрах, а 92 процента домохозяйств Phonevision сообщили, что предпочли бы посмотреть фильмы дома.

### Пульты управления
Zenith, пожалуй, наиболее известен первым практическим беспроводным телевизионным пультом дистанционного управления Space Command, разработанным в 1956 году.
Оригинальный телевизионный пульт дистанционного управления был проводной версией, выпущенной в 1950 году, которая вскоре вызвала жалобы на неприглядную длину кабеля от кресла зрителя до телевизионного приемника. Юджин Ф. Макдональд, президент и основатель Zenith, попросил своих инженеров разработать беспроводную версию, но использование радиоволн вскоре было исключено из-за плохого подавления помех, присущих радиоприемникам 1950-х годов. В дистанционной системе Flash-Matic 1955 года, изобретенной Юджином Полли, в ручном блоке использовалась высоконаправленная фотовспышка, которая была нацелена на чувствительные фотоприемники в четырёх передних углах телевизионного шкафа. Однако было обнаружено, что яркий солнечный свет, падающий на телевизор, активирует элементы управления. Эти пульты дистанционного управления могли приводить в действие двигатель, вызывая переключение шкалы настройки на телевизоре, и это могло привести к поломке, если кто-то ещё пытался настроить телевизор.
Затем ведущий инженер Роберт Адлер предложил использовать ультразвук в качестве переносчика сигнала. Это было использовано в ручном устройстве, содержащем механически обработанные алюминиевые стержни тщательно подобранных размеров — приёмник в телевизоре реагировал на различные частоты, которые производились этим устройством. Достаточно слышный шум издавался при нажатии кнопок, из-за чего потребители стали называть пульты дистанционного управления «кликерами». Миниатюризация электроники означала, что, в конце концов звуки стали производиться в пульте с помощью электроники; однако принцип действия продолжал использоваться до 1980-х годов, когда он был заменен инфракрасной системой.
На фотографии изображен пульт Space Command 600, представляющая собой пульт дистанционного управления, предназначенный для использования с их цветными телевизионными приемниками. Space Command 600 был введен в 1965 году, и этот конкретный дизайн использовался до конца 1972 модельного года. Пульт дистанционного управления Space Command 600 имеет дополнительную отличительную особенность — он также может регулировать цветовые оттенки. При нажатии кнопки отключения звука на пульте дистанционного управления на телевизоре будет активировано реле, чтобы перевести цепь тюнера привода VHF-двигателя в систему управления оттенком с электроприводом. Это позволило бы пользователю регулировать оттенки с шагом, нажимая кнопки канала вверх или вниз на пульте дистанционного управления, и возвращать телевизор к нормальной настройке при повторном нажатии кнопки отключения звука (отключение звука).

### Функция «Громкой связи»
Некоторые модели линейки телевизоров Zenith System 3 изготовленные с конца 1970-х до начала 1990-х годов, имели функцию Space Phone by Zenith. В основном это была громкая связь, встроенная в телевизор. Она использовала динамик и пульт дистанционного управления, а также встроенный микрофон. Телевизор с включенным космическим телефоном будет подключаться к телефонной розетке (с помощью встроенного телефонного шнура), и выполнение вызова выполняется нажатием кнопки на пульте дистанционного управления, чтобы активировать Space Phone (который отключит звук и начнет управлять звуком программы, направляемым в динамик). Телефонный номер набирается с помощью цифровых клавиш на пульте дистанционного управления, который затем отображает набираемые цифры на экране (используя функции отображения на экране в строке System 3). Затем пользователь может общаться с другим абонентом без помощи рук, как по обычной громкой связи.

### Функция масштабирования
Функция масштабирования была включена в пульт дистанционного управления Zenith «Space Command 1000» и появилась в 1976 году в Chromacolor, а затем — в System 3 (1978). Эта функция позволяла увеличивать изображение, отображаемое на экране телевизора, путем увеличения растра ЭЛТ, чтобы отображалась середина изображения.

### Иллюминатор телевидения
В конце 1940-х годов «Zenith» вышел на телевизионный рынок. Их телевизоры использовали круглые кинескопы. Главной особенностью было то, что использовался весь круглый экран. Телевизоры были размера 12, 16 и 19 дюймов. Более поздние модели с круглой трубкой имели переключатель, который отображал изображение в соотношении 4:3 или отображал весь круглый экран. Эти телевизоры очень популярны среди коллекционеров телевидения. Во многих телевизорах иллюминаторов использовались ЭЛТ с металлическим конусом, которых сейчас мало. Коллекционеры нередко заменяют плохую трубку с металлическим конусом цельностеклянной трубкой. Телевизоры Zenith представлены в виде настольных моделей, автономных приставок и многофункциональных устройств телевизор+радиоприёмник+телефон.

### Ручное шасси
В конце 1950-х годов многие производители электроники, такие как RCA, General Electric и Admiral, перешли с металлического шасси с ручной проводкой в своих радиоприемниках и телевизорах на печатные платы. Несмотря на то, что печатные платы экономят время и содержат меньше ошибок при сборке, они не очень подходят для использования с оборудованием с вакуумными трубками, при котором возникают высокие температуры, которые могут повредить платы, что в конечном итоге приведет к разрушению плат при попытке удаления трубки. Zenith и, в меньшей степени, Motorola, избежали этой проблемы, продолжая использовать шасси с ручной проводкой во всем своем оборудовании вакуумных трубок. Zenith не использовала печатные платы в своих телевизорах вплоть до линейки Chromacolor в начале 1970-х годов, и даже тогда использовала их только с твердотельными компонентами, устанавливая четыре трубки, используемые в Chromacolor «4-ламповый гибрид», на стальное шасси. Zenith начал использовать печатные платы в радиоустройствах, когда начали выпускаться твердотельные платы в конце 1960-х годов, но даже ранние транзисторные радиостанции Zenith были полностью подключены вручную с помощью транзисторов с разъемами. Из-за использования этой конструкции шасси (и высококачественных компонентов) телевизоры и радиоприемники Zenith 1950—1970-х годов, существующие сегодня, часто все ещё исправны, а для их починки не требуется много работы.

### Телетекст
Zenith был одним из немногих производителей телевизоров в Северной Америке, который широко поддерживал телетекст. Начиная с 1983 года компания производила автономные декодеры телетекста, а также телевизоры со встроенными декодерами; первоначально они предлагались только в Цинциннати (Огайо), где компанией Taft Broadcasting была запущена служба Electra на их флагманском телеканале WKRC-TV. Услуга начала предоставляться во всей стране два года спустя, когда Satellite Syndicated Systems включили услугу в VBI национального канала Superstation WTBS (они отвечали за его сигнал). Однако декодеры телетекста никогда не продавались на национальном уровне, а телевизоры со встроенными декодерами часто были дорогими «флагманскими» моделями, которые люди больше покупали для консольных шкафов этих моделей и колонок Bose. Таким образом, мало кто мог воспользоваться телетекстом. Это было ещё более осложнено тем фактом, что Electra использовала протокол телетекста World Service, в отличие от более сложного протокола NABTS, который был одобрен CBS и NBC во время их экспериментов с телетекстом в начале десятилетия. В 1993 году служба Electra была закрыта, и к этому моменту Zenith прекратила поддержку телетекста (из-за несовместимости телетекста с требуемыми в настоящее время американскими стандартами для субтитров).